# Manettia rojasiana
Manettia rojasiana là một loài thực vật có hoa trong họ Thiến thảo. Loài này được Chodat & Hassl. mô tả khoa học đầu tiên năm 1904.